# Fête de la Saint-Vincent tournante

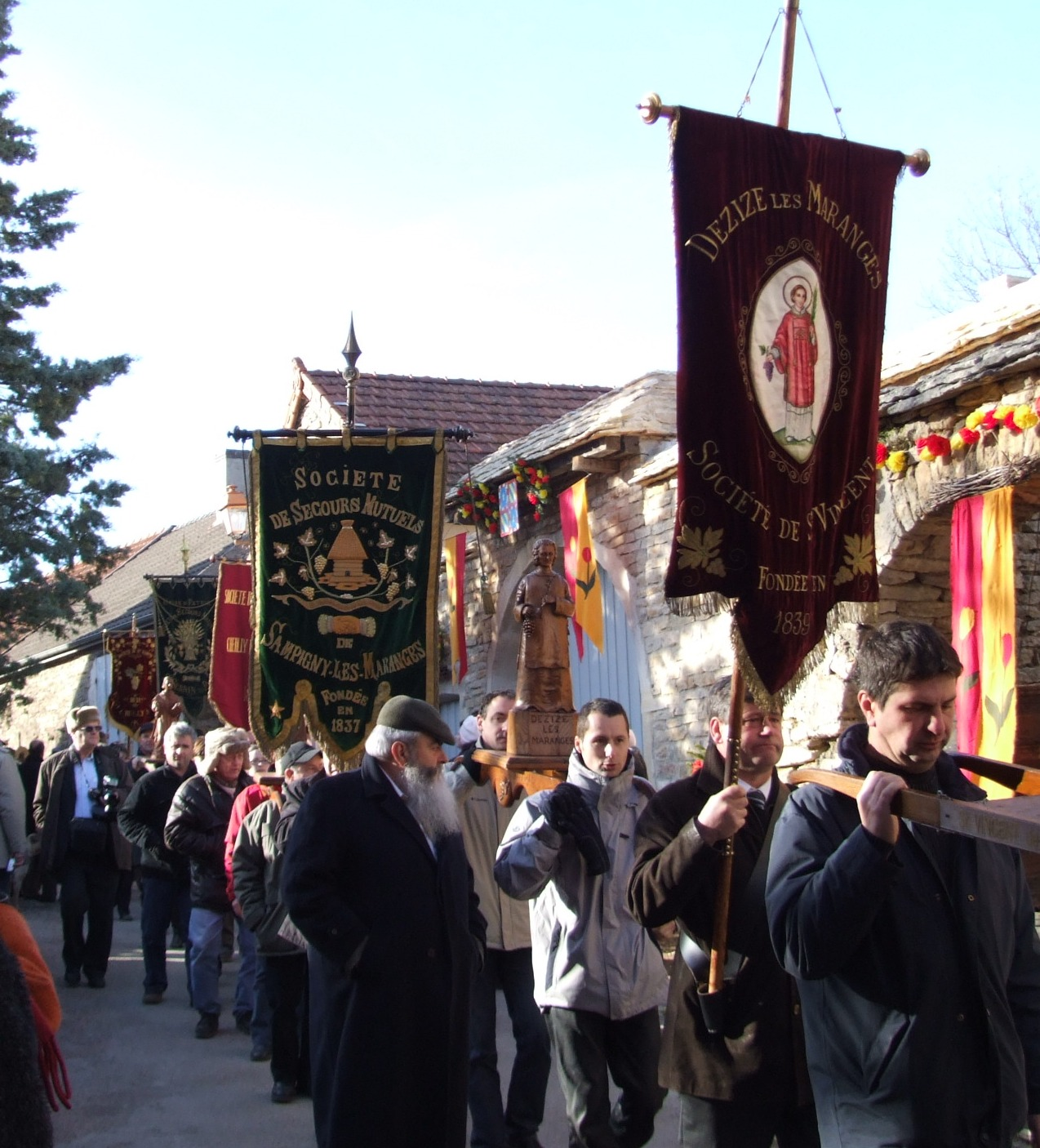
Défilé de la Saint-Vincent tournante à Saint-Romain en 2008 : bannières et statues de Dezize-lès-Maranges et de Sampigny-lès-Maranges.

La Saint-Vincent tournante est une fête viticole en Bourgogne, se déroulant chaque année le dernier week-end de janvier.
Son principe est qu'une appellation invite les autres, le ou les villages étant décorés pour l'occasion, avec des stands proposant de goûter le vin.

## Historique

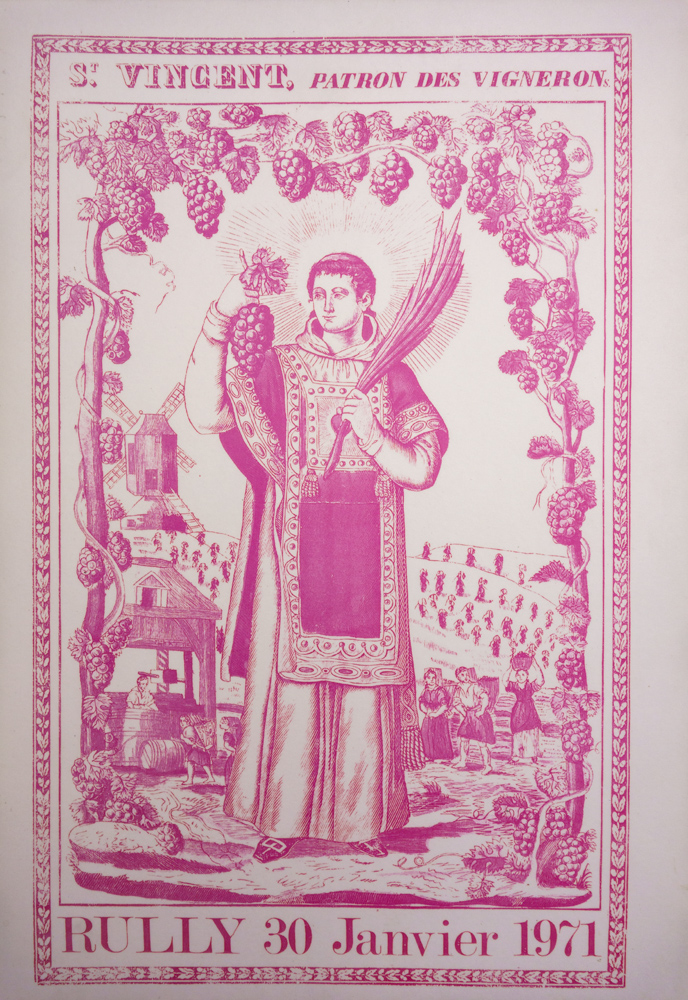
Affiche de la Saint-Vincent Tournante 1971 à Rully.

Depuis le XVIe siècle, le saint patron des vignerons est Vincent de Saragosse, appelé saint Vincent, commémoré le 22 janvier, au moment de la taille de la vigne. Les fêtes de la Saint-Vincent sont présentées comme apparaissant au Moyen Âge en même temps que les « sociétés de secours mutuel » de chaque village viticole de Bourgogne. La raison d'être de ces sociétés de vignerons est de venir en aide à un membre qui serait dans l'incapacité de cultiver ses vignes. Dissoutes lors de la Révolution française, elle réapparaissent au XIXe siècle, puis déclinent au début du XXe siècle avec la laïcisation de la société. Il n'y avait plus que quelques villages bourguignons qui les organisaient encore, la plupart sous forme d'un « repas de cochon ».
Le 22 janvier 1938, la confrérie des chevaliers du Tastevin (fondée en 1934) relance les manifestations liées à la Saint-Vincent et organise la première Saint-Vincent tournante d'envergure à Chambolle-Musigny. La Seconde Guerre mondiale empêche les fêtes de 1940 à 1946.

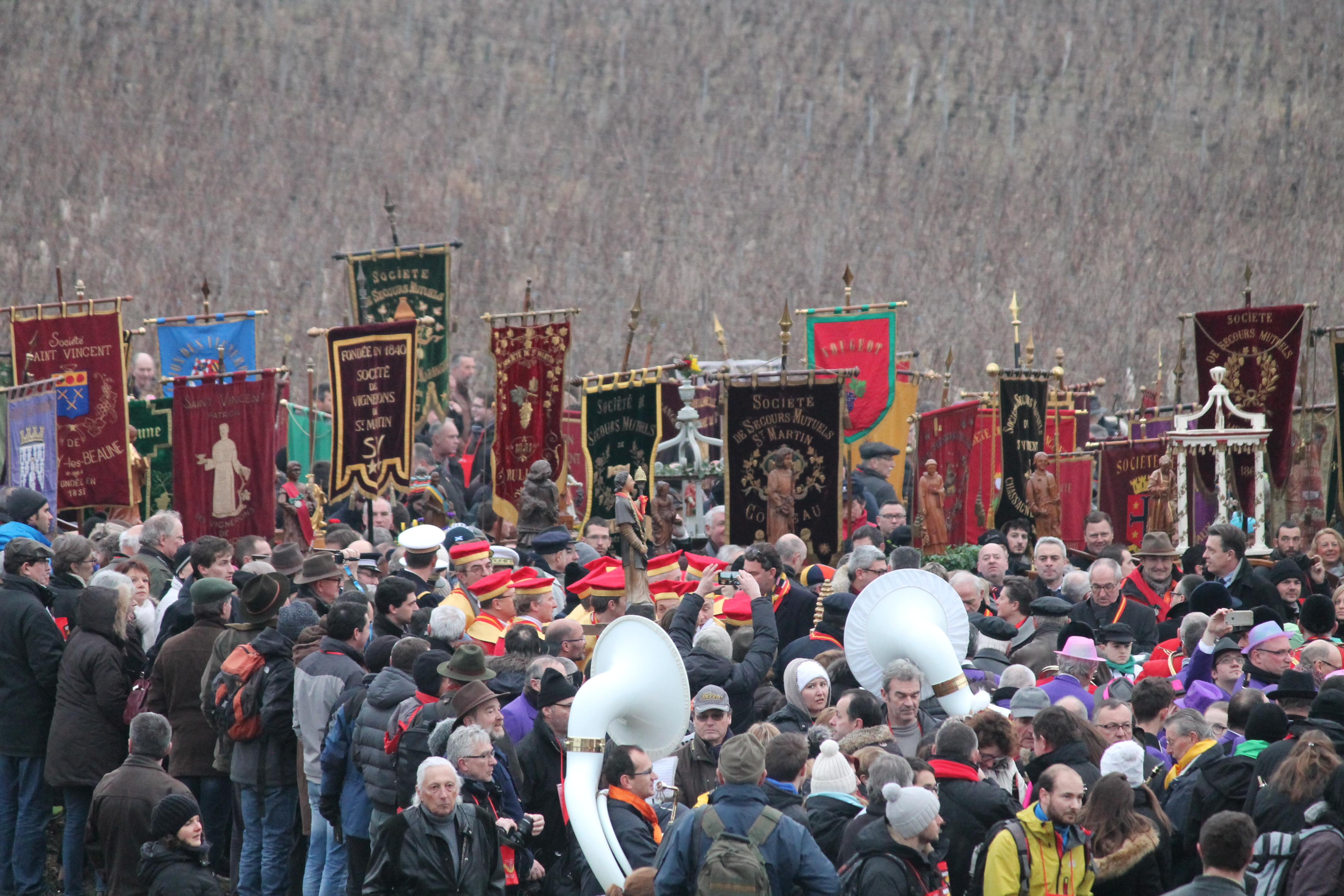
Défilé de la Saint-Vincent tournante 2017 de l'appellation mercurey.

Puis la Saint-Vincent va évoluer et grandir avec les années. Il n'y a que six sociétés de Saint-Vincent dans le défilé de 1938, mais elles sont 53 en 1965. En 1964, Saint-Romain ouvre les caveaux du village. En 1971, à Rully, est créée la première affiche de la Saint-Vincent (La collection complète des affiches depuis cette date est exposée au château du Clos de Vougeot). En 1973, Morey-Saint-Denis propose un verre gravé.
À la fin des années 1990 et au début des années 2000 (2002 avec la Saint-Vincent tournante de Montagny), la Saint-Vincent va devenir très importante à gérer, car elle déplace énormément de monde : environ 100 000 à 200 000 personnes sur deux jours. Elle devient alors difficilement gérable financièrement, le budget pouvant dépasser le million d'euros, avec des contraintes de circulation et de sécurité. Sur les dernières années, elle revient à un peu plus d'intimité dans son déroulement, avec par exemple 40 000 personnes à Chassagne-Montrachet en 2010[réf. souhaitée], entre 38 000 et 45 000 personnes à Saint-Aubin en 2014 et 40 000 visiteurs pour l'année 2015. La Saint-Vincent tournante de Mercurey et Saint-Martin-sous-Montaigu, les 28 et 29 janvier 2017, attire à nouveau beaucoup de monde (avec une météo clémente) avec environ 100 000 personnes sur les deux jours,.
Pour la première fois depuis 1947, l'édition 2021 (à Puligny-Montrachet et Corpeau) n'a pas eu lieu et fut reportée à mars 2022, pour cause de Covid-19. Les 27 et 28 janvier 2024, la Saint-Vincent tournante fête sa 80e édition à Morey-Saint-Denis et Chambolle-Musigny.

## Chronologie des Saint-Vincent tournantes
- 1938 : Chambolle-Musigny ;
- 1939 : Vosne-Romanée ;
- 1947 : Gevrey-Chambertin ;
- 1948 : Nuits-Saint-Georges ;
- 1949 : Meursault ;
- 1950 : Marsannay-la-Côte ;
- 1951 : Savigny-lès-Beaune ;
- 1952 : Morey-Saint-Denis ;
- 1953 : Pommard ;
- 1954 : Chambolle-Musigny ;
- 1955 : Beaune ;
- 1956 : Flagey-Echézeaux, Gilly-lès-Cîteaux et Vougeot ;
- 1957 : Volnay ;
- 1958 : Fixin et Brochon ;
- 1959 : Aloxe-Corton et Pernand-Vergelesses ;
- 1960 : Gevrey-Chambertin ;
- 1961 : Puligny-Montrachet ;
- 1962 : Mercurey ;
- 1963 : Santenay ;
- 1964 : Saint-Romain ;
- 1965 : Chorey-les-Beaune ;
- 1966 : Auxey-Duresses ;
- 1967 : Nuits-Saint-Georges ;
- 1968 : Monthelie ;
- 1969 : Vosne-Romanée ;
- 1970 : Chassagne-Montrachet ;
- 1971 : Rully ;
- 1972 : Meursault ;
- 1973 : Morey-Saint-Denis ;
- 1974 : Beaune ;
- 1975 : Marsannay-la-Côte ;
- 1976 : Chablis ;
- 1977 : Meuilley et Marey-lès-Fussey (appellation bourgogne hautes-côtes-de-nuits) ;
- 1978 : Chorey-les-Beaune ;
- 1979 : Chambolle-Musigny ;
- 1980 : Gevrey-Chambertin ;
- 1981 : Pommard ;
- 1982 : Couchey ;
- 1983 : Gilly-lès-Cîteaux et Vougeot ;
- 1984 : Ladoix-Serrigny ;
- 1985 : Mercurey ;
- 1986 : Volnay ;
- 1987 : Nuits-Saint-Georges et Premeaux-Prissey ;
- 1988 : Aloxe-Corton et Pernand-Vergelesses ;
- 1989 : Santenay ;
- 1990 : Hautes-Côtes de Beaune (appellation bourgogne hautes-côtes-de-beaune) ;
- 1991 : Puligny-Montrachet ;
- 1992 : Vosne-Romanée ;
- 1993 : Marsannay-la-Côte ;
- 1994 : Fixin ;
- 1995 : Chorey-les-Beaune ;
- 1996 : Auxey-Duresses ;
- 1997 : Les Maranges ;
- 1998 : Rully ;
- 1999 : Chablis[3] ;
- 2000 : Gevrey-Chambertin (cette fête a été l'occasion d'envoyer une bouteille de chambertin sur l'ISS, grâce à Jean-Pierre Haigneré[réf. nécessaire]) ;
- 2001 : Meursault ;
- 2002 : Montagny-lès-Buxy, Buxy, Saint-Vallerin et Jully-lès-Buxy ;
- 2003 : La Saint-Vincent tournante de Bourgogne ;
- 2004 : Monthelie ;
- 2005 : Beaune ;
- 2006 : seize villages des Hautes-Côtes de Nuits (appellation bourgogne hautes-côtes-de-nuits) ;
- 2007 : Nuits-Saint-Georges et Premeaux-Prissey ;
- 2008 : Saint-Romain ;
- 2009 : Mâcon, Pierreclos et Chardonnay (appellation mâcon-villages) ;
- 2010 : Chassagne-Montrachet ;
- 2011 : Corgoloin (appellation côte-de-nuits-villages) ;
- 2012 : Dijon, Nuits-Saint-Georges et Beaune (Saint-Vincent tournante des climats de Bourgogne)[10] ;
- 2013 : Châtillon-sur-Seine (appellation crémant de Bourgogne), à l'occasion de la fête traditionnelle du Tape chaudron ;
- 2014 : Saint-Aubin[11] (appellation saint-aubin) ;
- 2015 : Gilly-lès-Cîteaux et Vougeot[5] ;
- 2016 : Irancy[12] ;
- 2017 : Mercurey[13] ;
- 2018 : Prissé[7] (appellation saint-véran) ;
- 2019 : Vézelay (appellation vézelay)[14] ;
- 2020 : Gevrey-Chambertin[15] ;
- 2021 : annulée ; devait avoir lieu à Puligny-Montrachet et Corpeau[16],[8] ;
- 2022 : report de 2021, Corpeau, Puligny-Montrachet et Blagny[8] (appellations puligny-montrachet et bourgogne côte-d'or) ;
- 2023 : Couchey (appellation marsannay)[17] ;
- 2024 : Morey-Saint-Denis et Chambolle-Musigny (appellations morey-saint-denis, chambolle-musigny et bourgogne rouge) ;
- 2025 : Ladoix-Serrigny (appellations ladoix, corton et bourgogne)[18] ;
- 2026 : Cheilly-lès-Maranges, Dezize-lès-Maranges et Sampigny-lès-Maranges (appellations maranges et bourgogne hautes-côtes-de-beaune)[19] ;
- 2027 : Volnay (appellation volnay)[20] ;
- 2028 : Nuits-Saint-Georges et Premeaux-Prissey (appellation nuits-saint-georges)[21] ;
- 2029 : Savigny-lès-Beaune (appellation savigny-lès-beaune)[22].

## Déroulement

Saint-Vincent tournante 2014 à Saint-Aubin
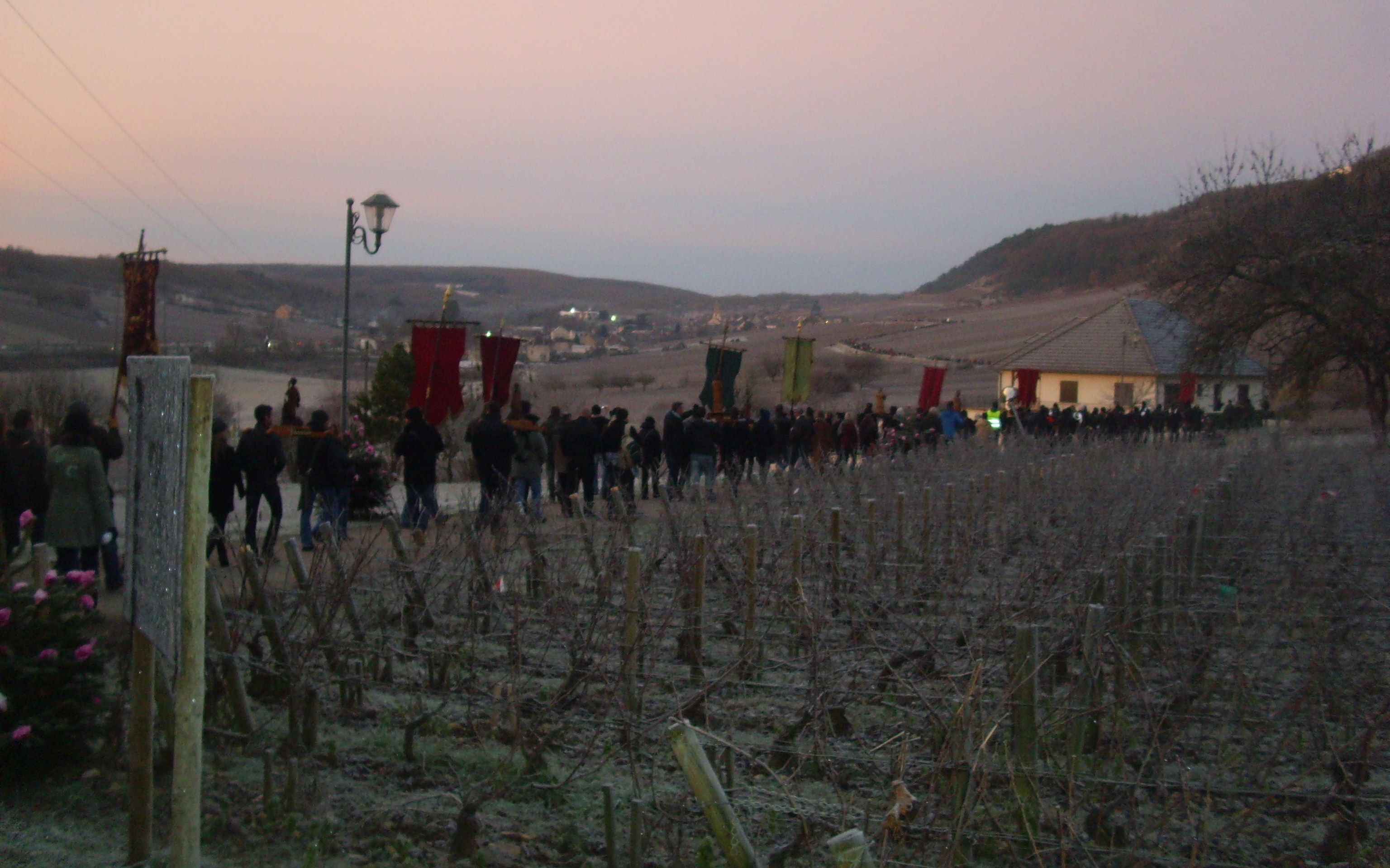
La procession quittant Gamay pour rejoindre le village.
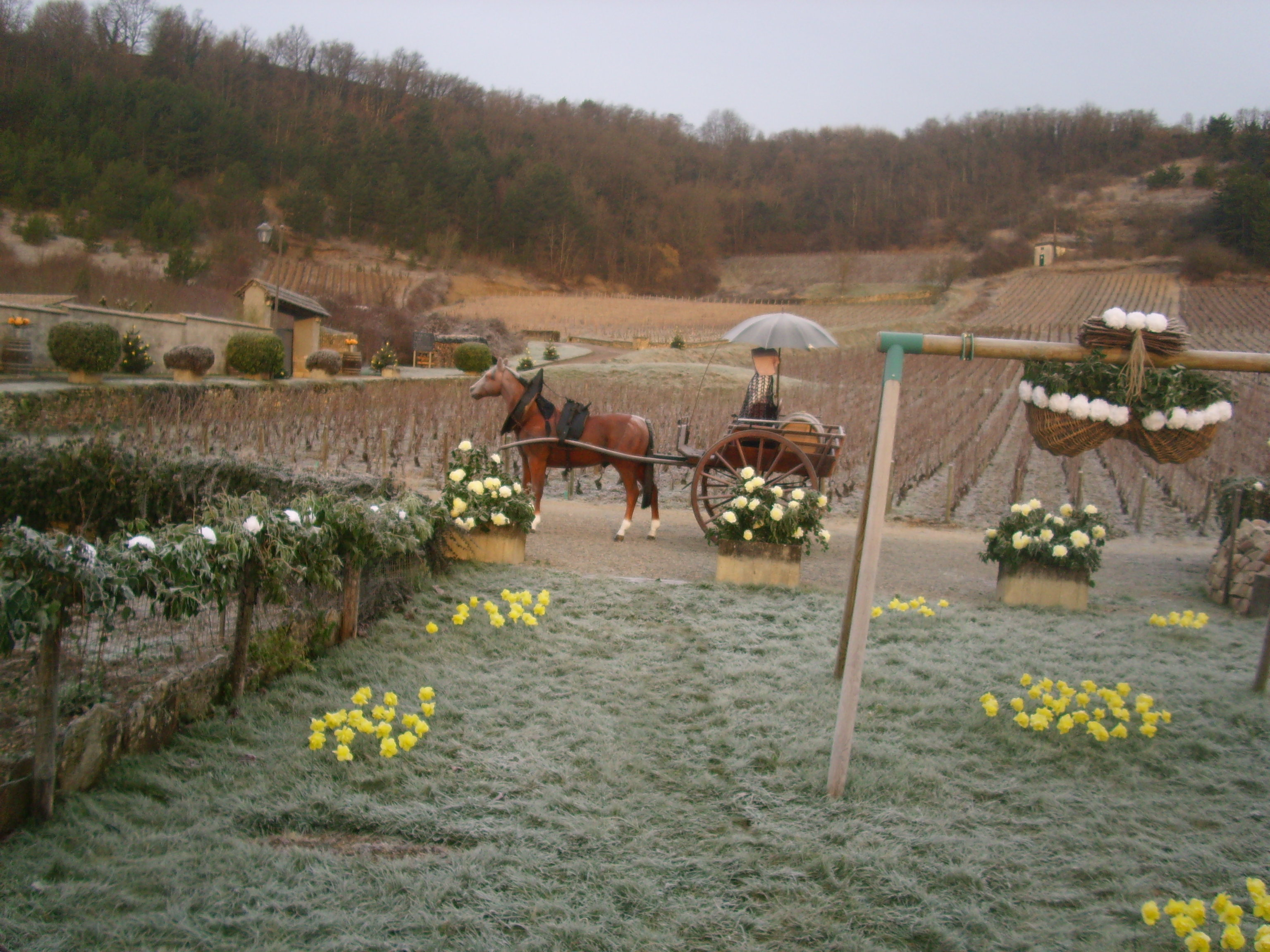
Exemples de décoration : des fleurs en papier et des mannequins.
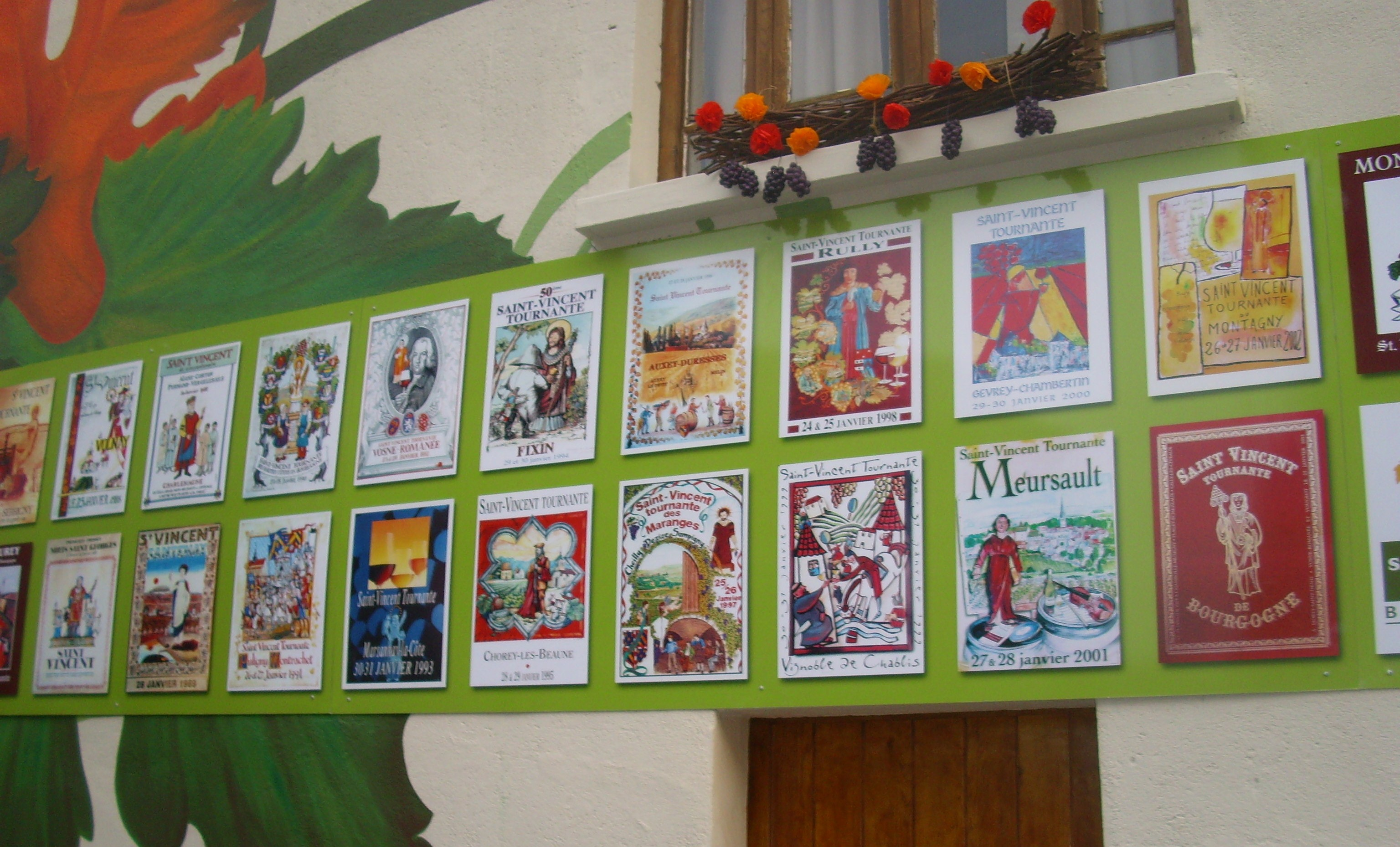
Collection d'affiches des Saint-Vincent antérieures.

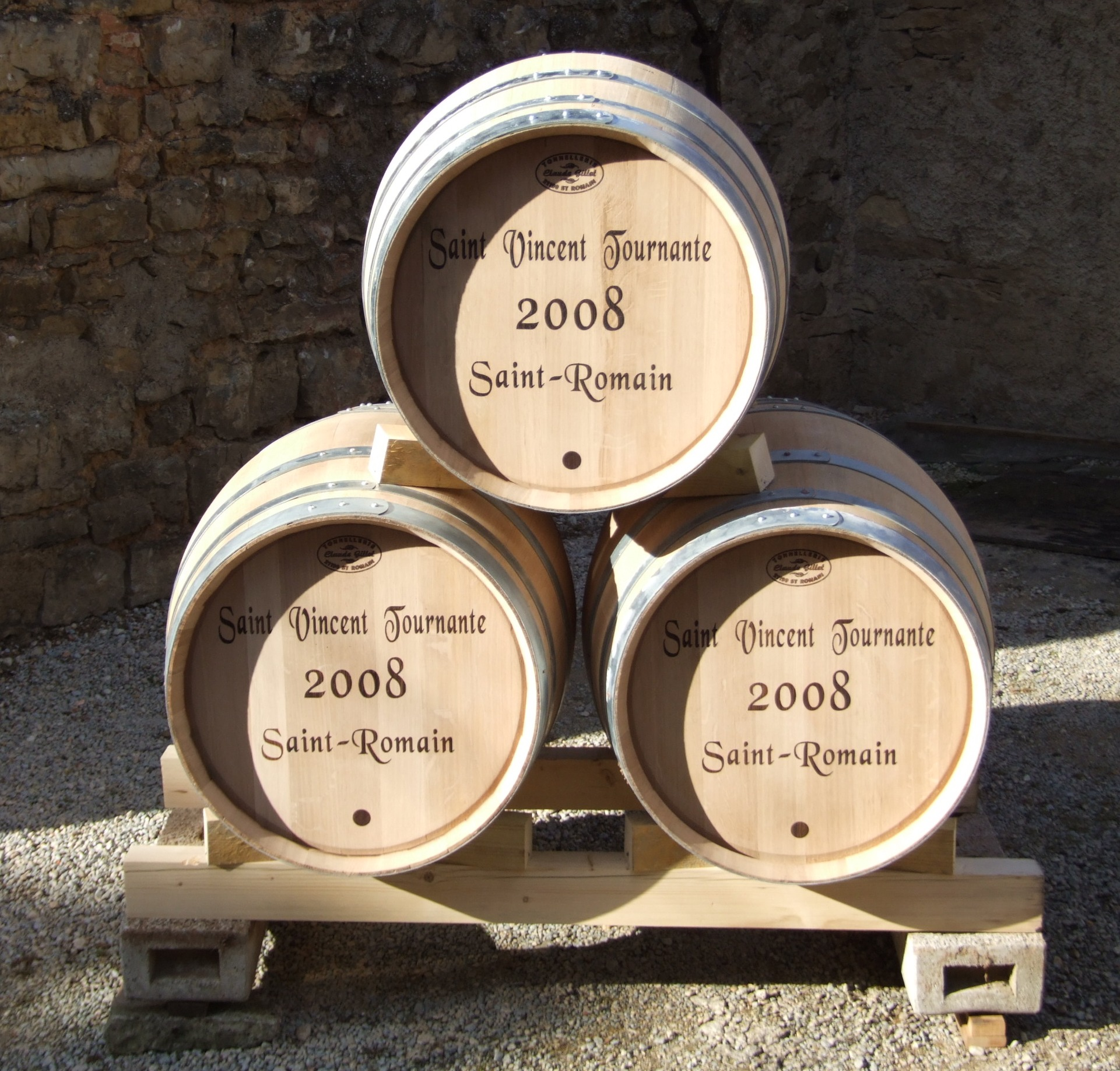
Décorations de la fête 2008 à Saint-Romain.

La Saint-Vincent tournante, de grande renommée, se déroule le dernier week-end de janvier. Elle change de village viticole bourguignon chaque année. Le village concerné est décoré par ses habitants, notamment avec des fleurs en papier, des panneaux (par exemple : « Le vin, pour boire, l'eau, pour se raser ») et des saynètes avec personnages (aux nez rouges).
Au matin du premier jour, les « sociétés de secours mutuel » de Bourgogne se réunissent pour un casse-croûte, avant de participer au défilé-procession avec les bannières des 85 sociétés (avec les costumes des confréries et les statues des saints, ceux du village-hôte en tête, le grand conseil de la Confrérie des Chevaliers du Tastevin en queue), puis a lieu une cérémonie au monument aux Morts, un office religieux dans l'église paroissiale, et enfin des intronisations par les confréries.
Mais c'est surtout la dégustation de la ou les cuvées de la Saint-Vincent tournante qui attire la foule en différents points du village concerné. Elle se déroule sur les deux jours du week-end.

Saint-Vincent tournante 2016 à Irancy
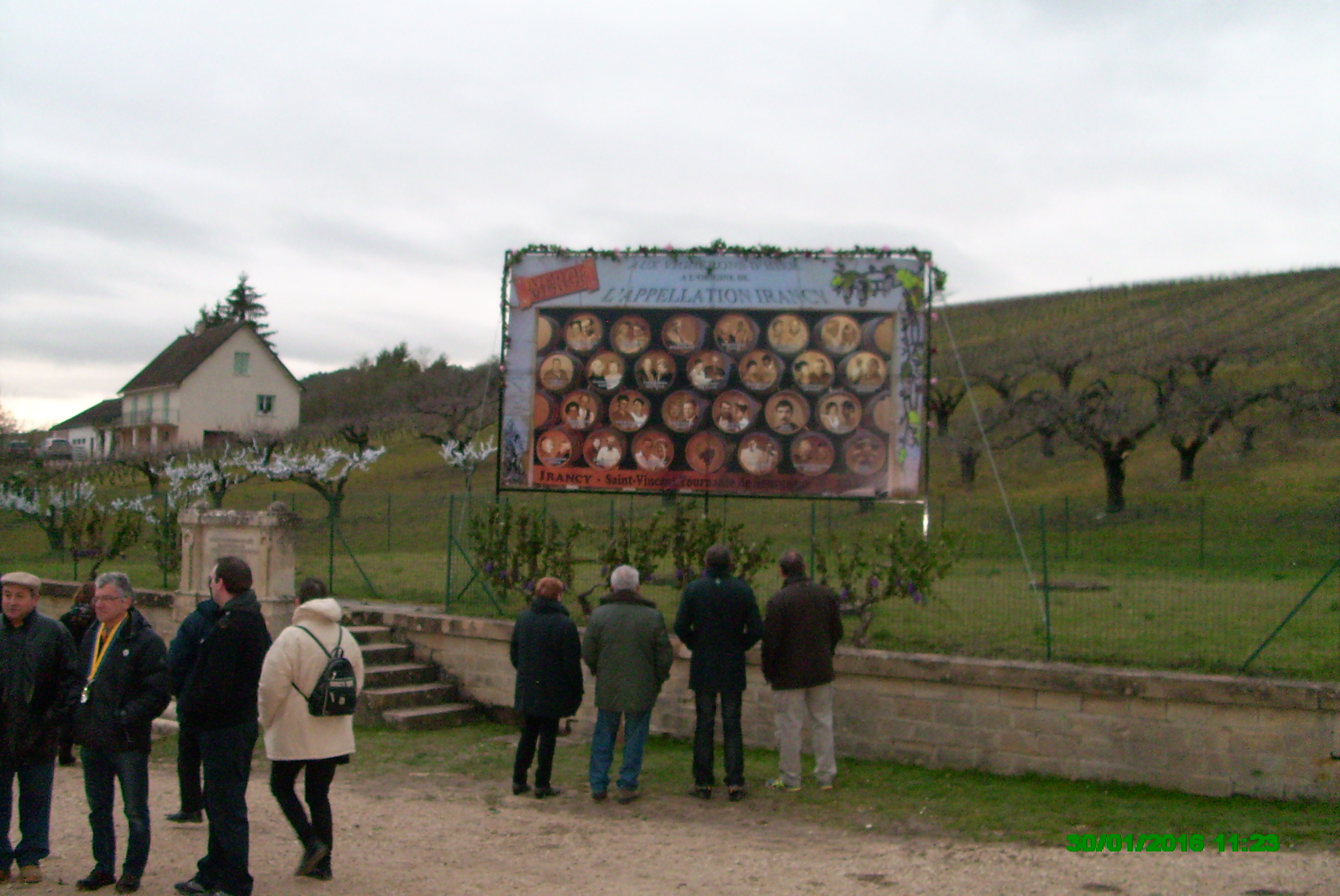
Panneaux décoration a l'entrée du village.
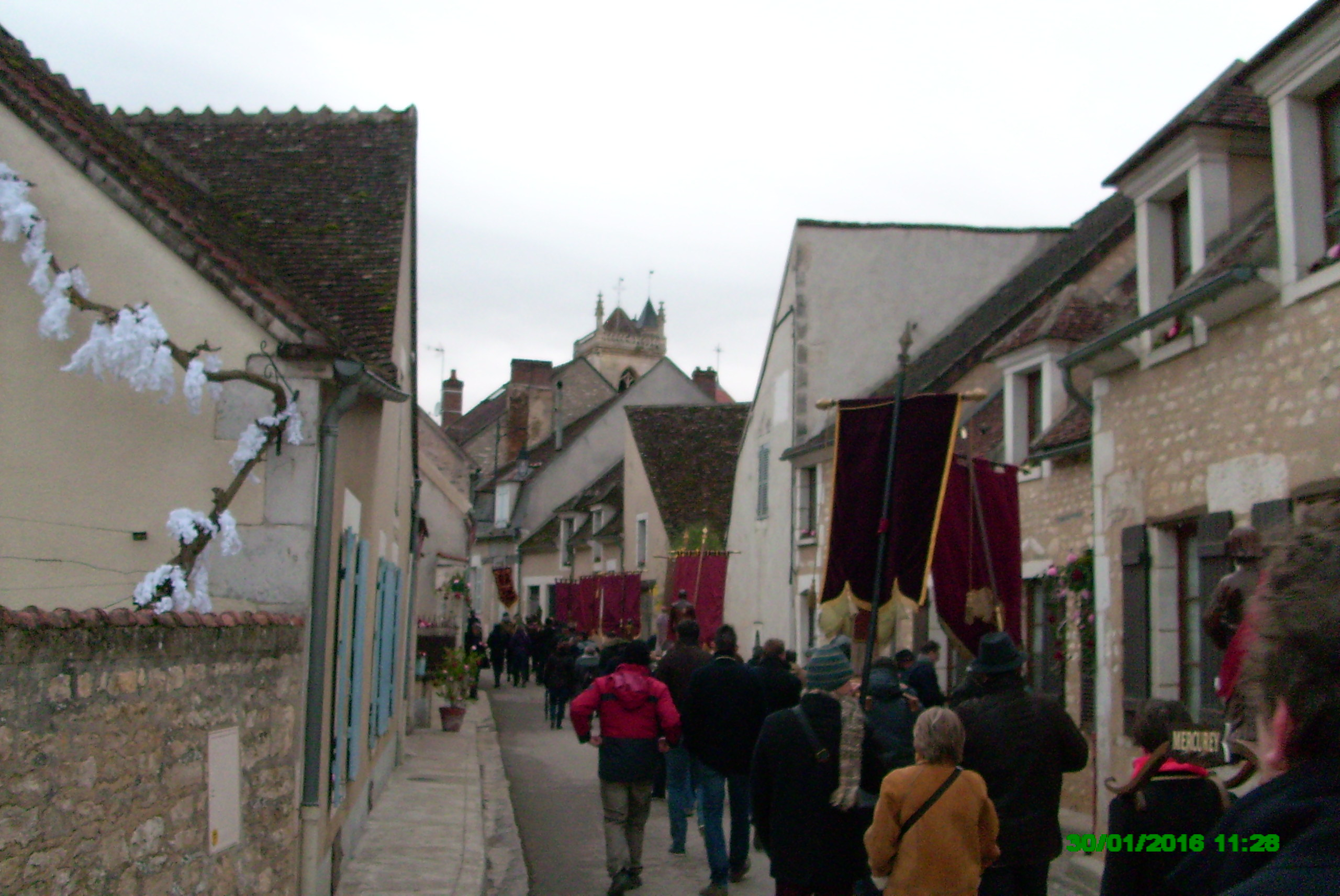
Défilé dans les rues.
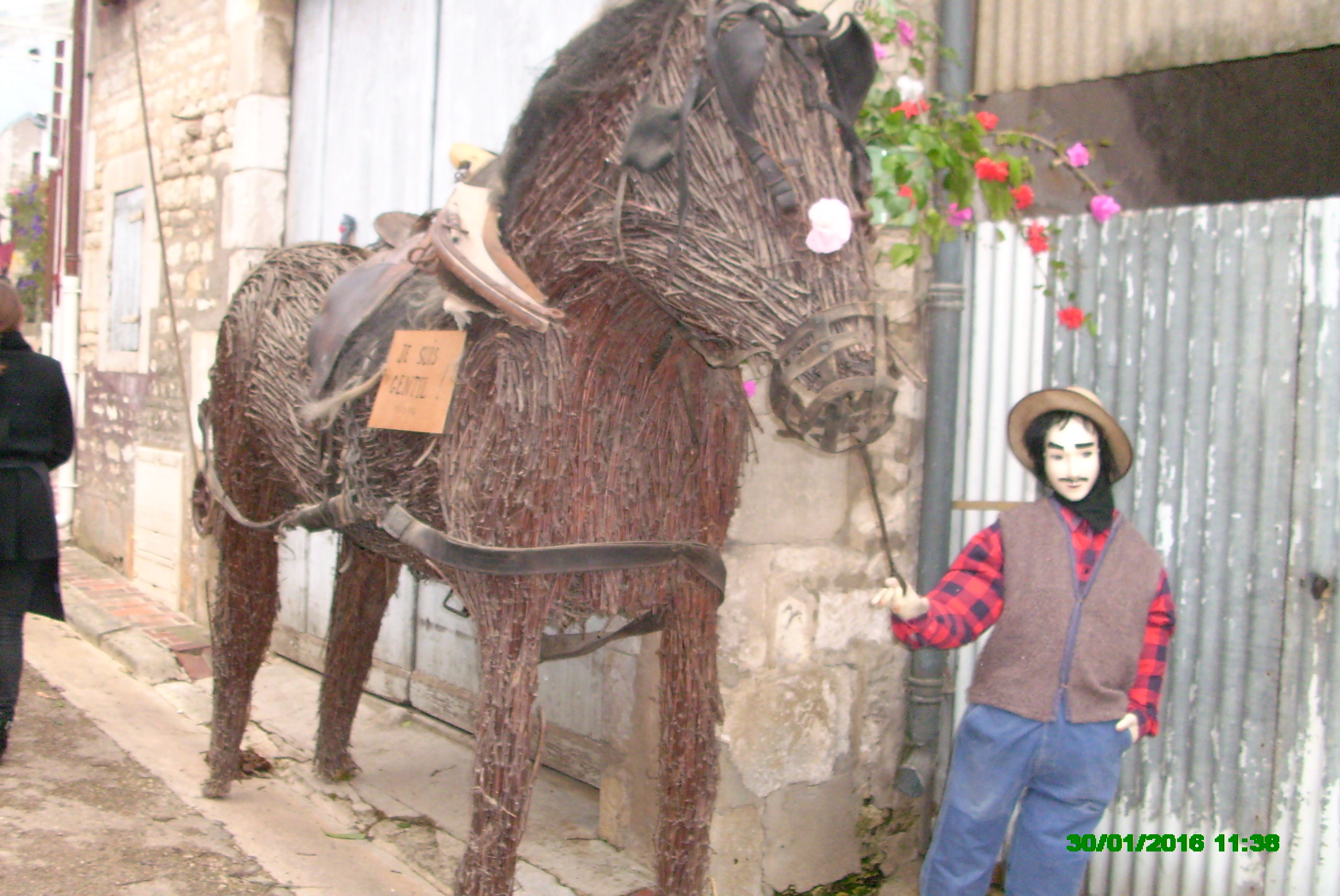
Décoration (cheval en sarments).
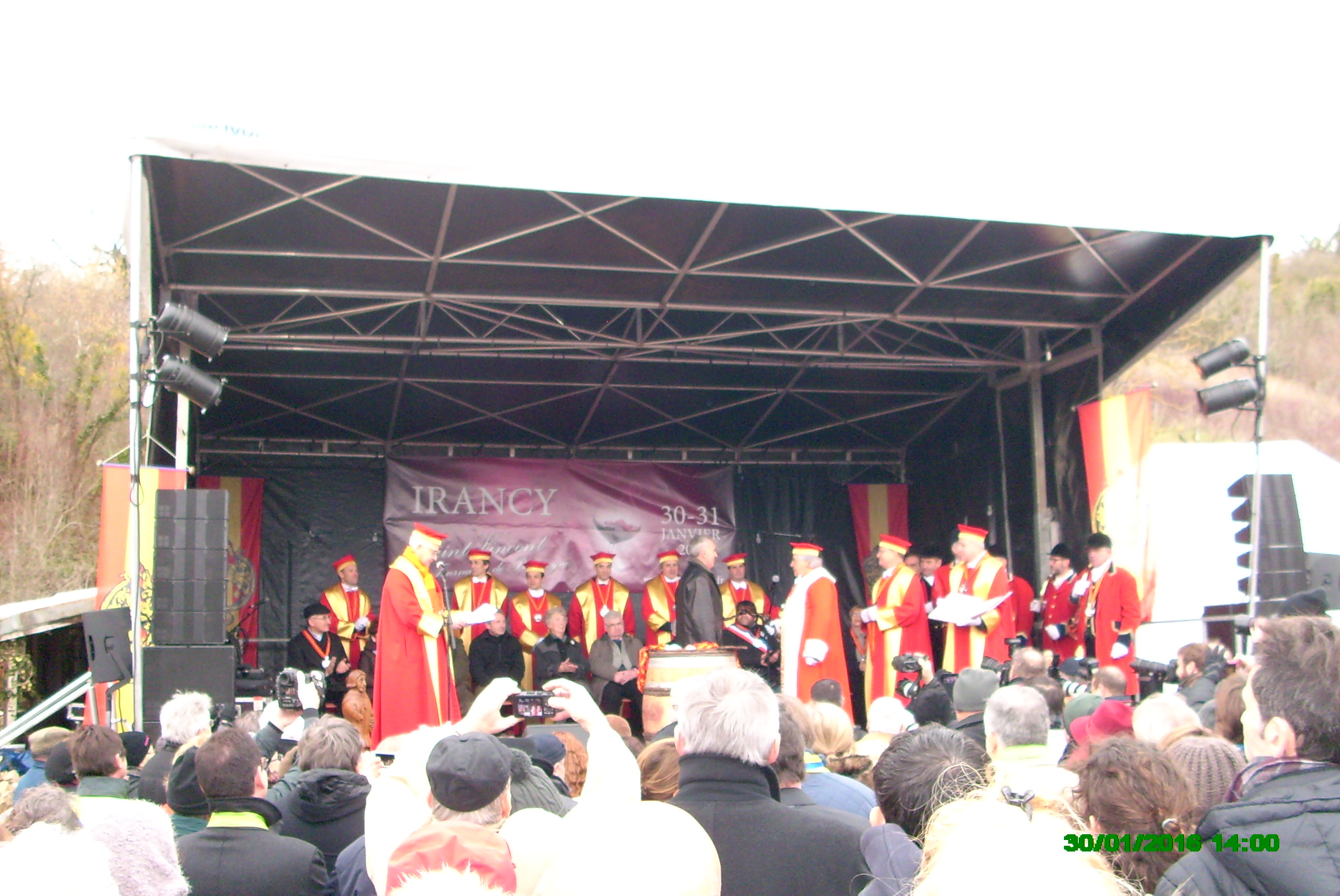
Intronisation par les chevaliers du Tastevin.

### Exemple de Corgoloin en 2011

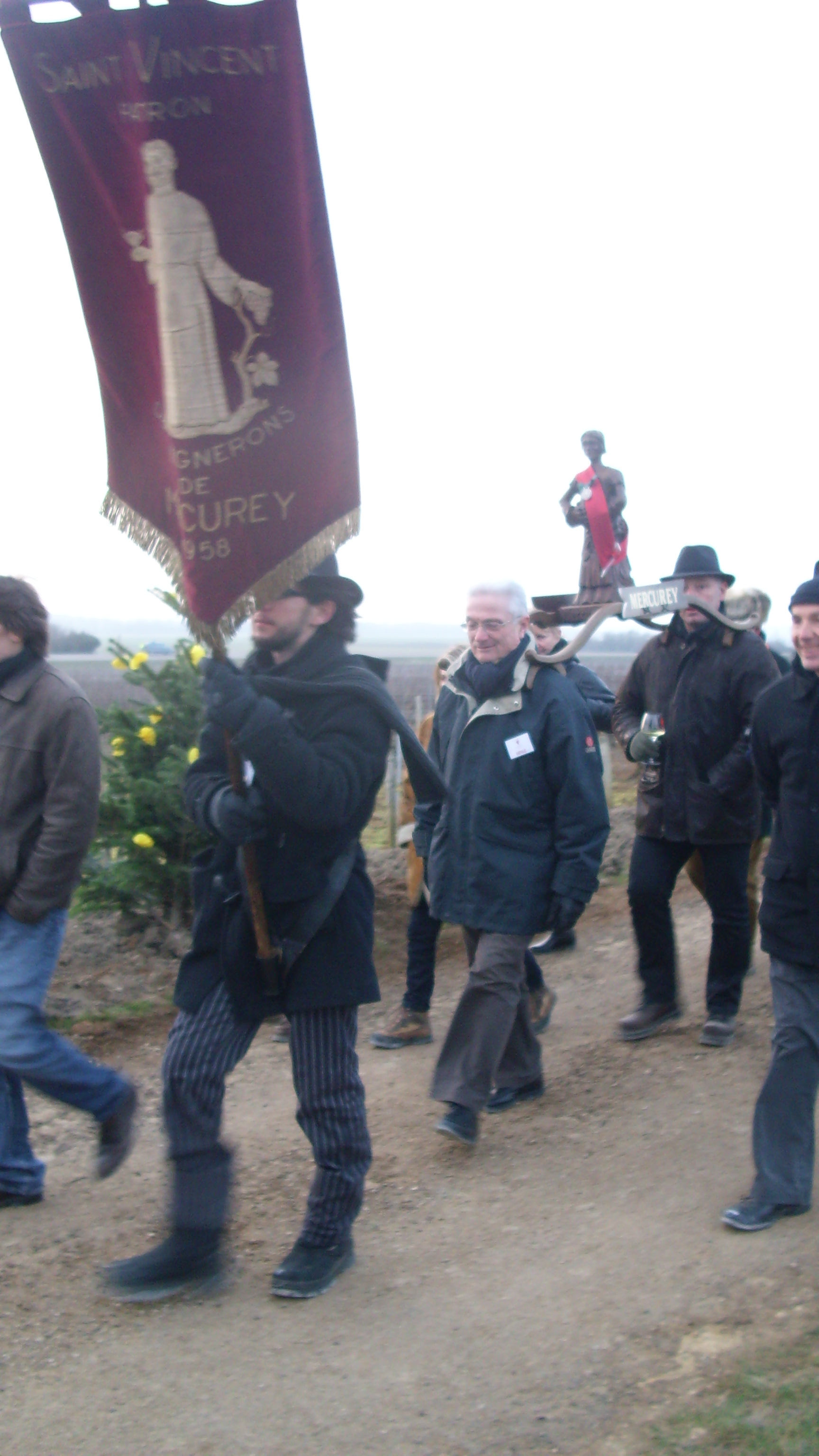
Viticulteurs de Mercurey et Saint-Martin-sous-Montaigu, lors de la Saint-Vincent tournante à Corgoloin en 2011.

Le village de Corgoloin organise l'édition 2011, les samedi 29 et dimanche 30 janvier 2011.
À chaque entrée du village se trouvent des stands de vente d'un kit de dégustation (comprenant un plan du village, un verre et un carnet de huit tickets). Corgoloin est divisé pour l'occasion en huit quartiers, chacun du nom d'une région française : Bourgogne, Auvergne, Bretagne, DOM-TOM, Île-de-France, Nord-Pas-de-Calais, Normandie et Rhône-Alpes. Dans ces quartiers sont répartis des tentes, les unes sont des « caveaux » proposant de remplir le verre de vin contre un ticket, les autres proposant de se restaurer (des escargots en Bourgogne, des huîtres en Bretagne, des frites-fricadelle dans le Nord-Pas-de-Calais, un colombo de poulet dans les DOM, etc.).
Les vins proposés à la dégustation sont ceux de l'appellation côte-de-nuits-villages, soit environ 15 000 bouteilles offertes par 44 producteurs différents, des millésimes 2007, 2008 et 2009, en rouge comme en blanc, de 11 h jusqu'à 17 h.

### Banquet au château du Clos de Vougeot
Dans le cadre de la Saint-Vincent tournante, les membres qui représentent le Saint-Vincent de chaque commune viticole possédant une société de secours mutuel, sont invités au banquet des chevaliers du Tastevin qui se tient au château du Clos de Vougeot. D'autres personnes s'inscrivent aussi à ce repas (190 euros en 2011).

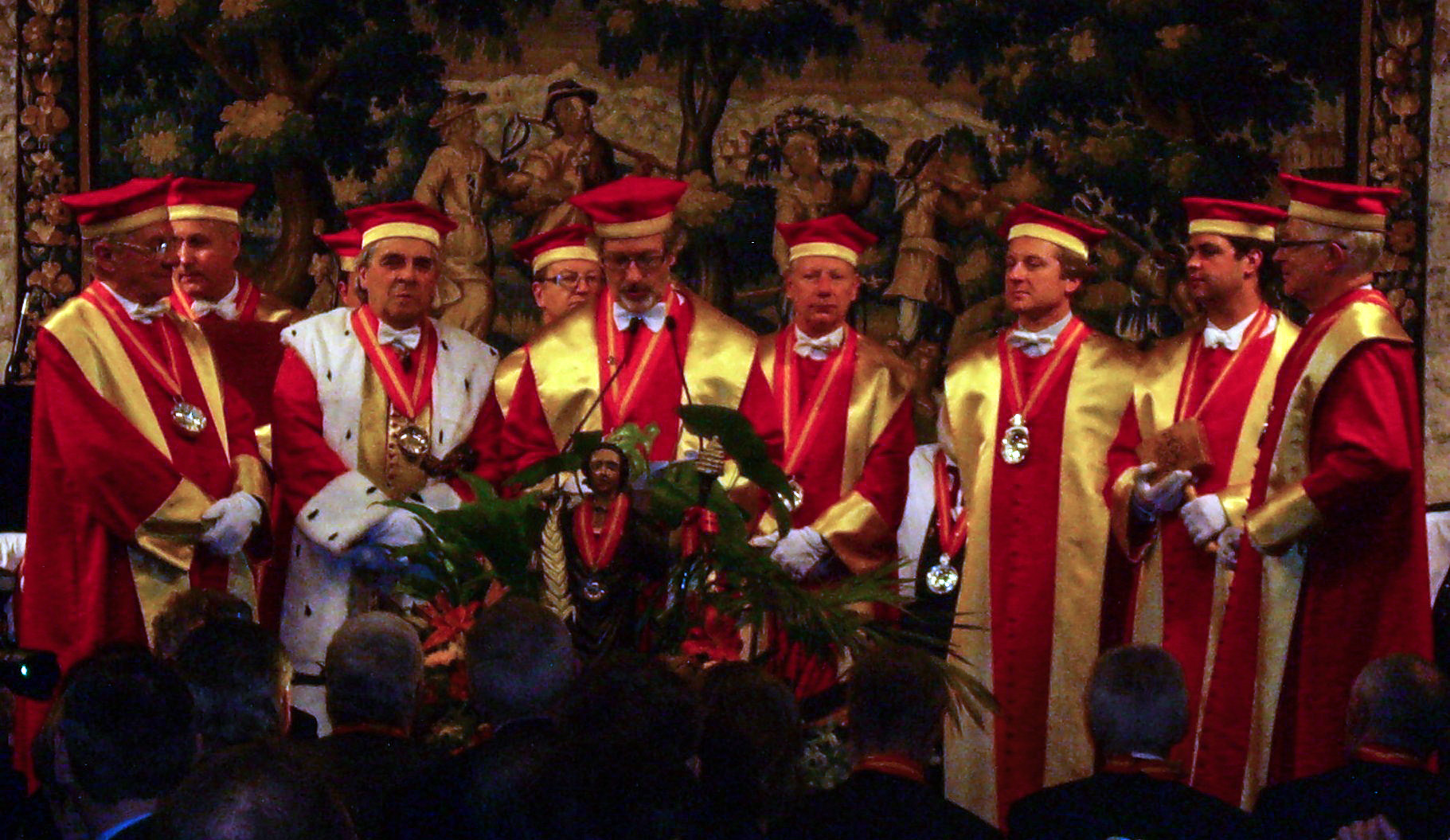
Les chevaliers du Tastevin.
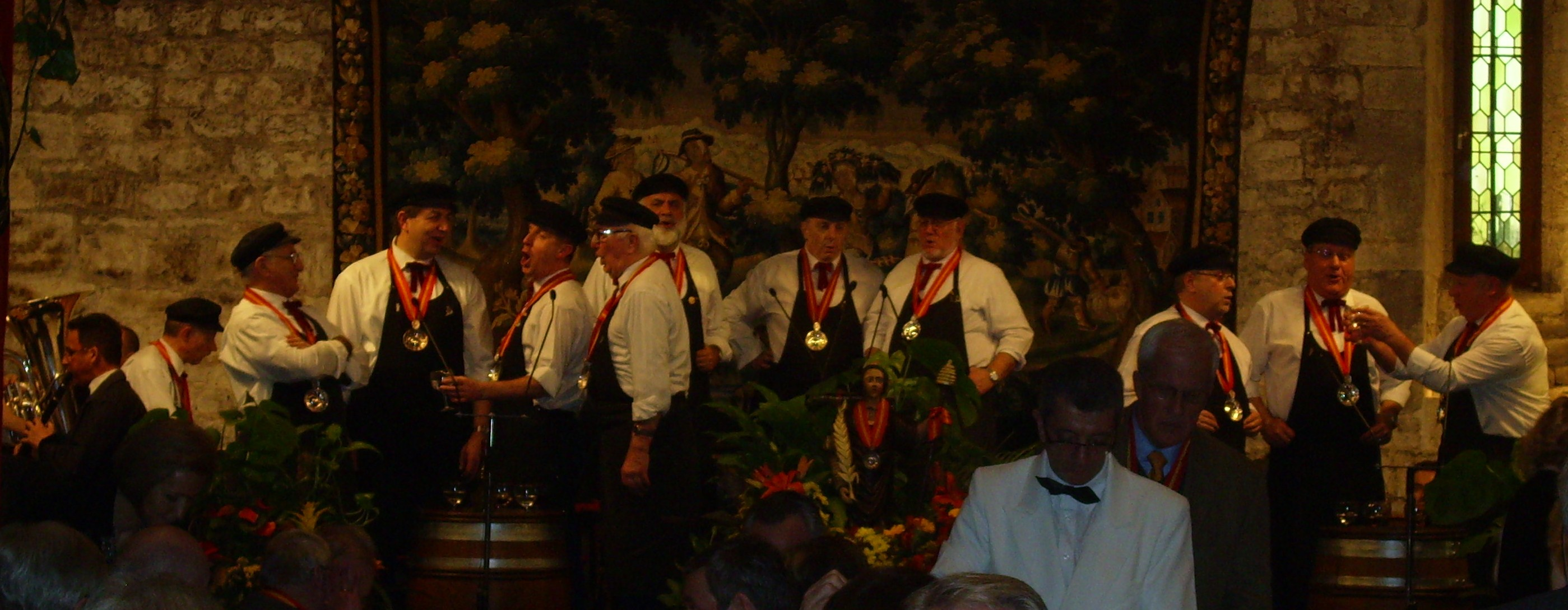
Les Cadets de Bourgogne.

## Fêtes de Saint-Vincent locales

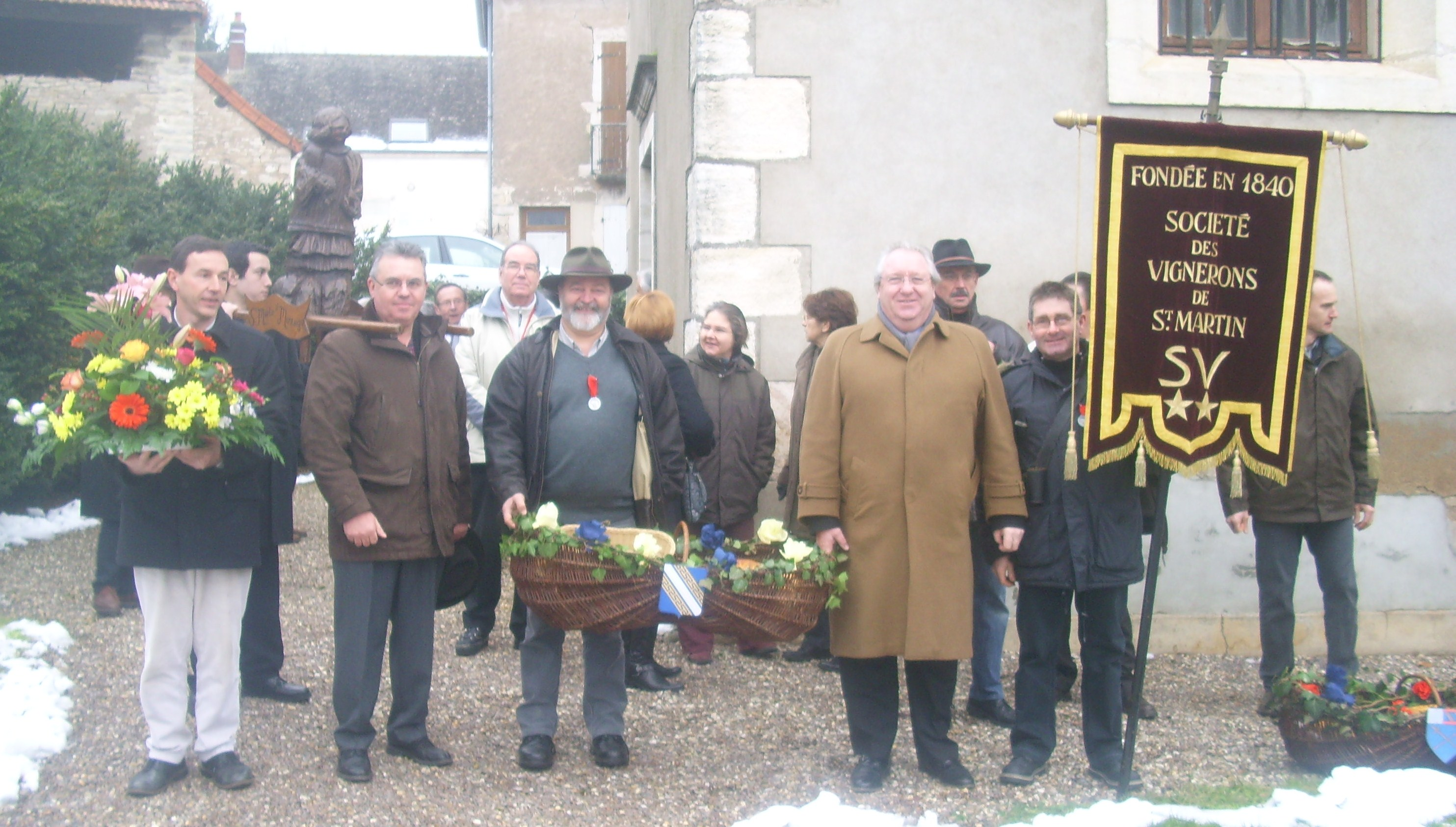
Société des vignerons de Saint-Martin-sous-Montaigu (appellation mercurey) lors de la Saint-Vincent 2010.

Dans les 85 villages de Bourgogne où il y a une société de secours mutuel, ainsi que dans le Chablisien, est organisée une Saint-Vincent locale. Le saint de la Saint-Vincent, Vincent de Saragosse, part de chez l'ancien propriétaire jusqu'au nouveau propriétaire (à pied généralement, porté par deux personnes de l'ancien propriétaire). Celui-ci va le garder pendant un an. 
Après la procession, une messe est en général organisée, puis un bon repas (à base de cochonnailles) se déroule avec les différents viticulteurs, personnes de la profession et habitants du village concerné.
Une autre Saint-Vincent tournante existe en Bourgogne depuis 1966, limitée aux 19 communes du Chablisien. Celle de 2011 a lieu les 5 et 6 février 2011 à Chablis.
Les fêtes de Saint-Vincent existent ailleurs qu'en Bourgogne : en Champagne, dans le Jura, à Cahors, à Paris (vigne de Montmartre), dans le Luberon, dans le Var, à La Réunion (vin de Cilaos), à Collioure (en août), à Thomery, dans la côte roannaise, etc.

## Philatélie
- La Saint-Vincent tournante, Gevrey-Chambertin, timbre-poste dessiné par Roland Irolla, édition du Cercle philatélique varois Saint-Apollinaire, 2020[34].